# Phytomyza pulchella
Phytomyza pulchella este o specie de muște din genul Phytomyza, familia Agromyzidae, descrisă de Spencer în anul 1986.
Este endemică în Virginia. Conform Catalogue of Life specia Phytomyza pulchella nu are subspecii cunoscute.